# Appenwihr
Appenwihr (deutsch Appenweier) ist eine französische Gemeinde mit 585 Einwohnern (Stand 1. Januar 2022) im Département Haut-Rhin in der Region Grand Est (bis 2015 Elsass). Sie gehört dem Gemeindeverband Communauté de communes Alsace Rhin Brisach an. Die Bewohner werden Appenwihriens und Appenwihriennes genannt.
Die Gemeinde erhielt 2022 die Auszeichnung „Eine Blume“, die vom Conseil national des villes et villages fleuris (CNVVF) im Rahmen des jährlichen Wettbewerbs der blumengeschmückten Städte und Dörfer verliehen wird.

## Geographie
Appenwihr liegt am Hardt, einem Waldgebiet im Zentrum der Ebene zwischen Ill und Rhein, zwischen den Städten Colmar (elf Kilometer nordwestlich) und Neuf-Brisach (7,5 Kilometer östlich).

## Geschichte
Im Kastenwald konnten neun Grabhügel untersucht werden, die aus der Bronze- und Hallstattzeit stammen.
Im Jahr 884 wurde der Ort als „Abbunuuileri“ erstmals in einer Schenkungsurkunde von Karl dem Dicken erwähnt. In den Jahren 1095–1096 schenkte der Graf Adalbaro von Froburg auf Bitten des Bischofs von Basel das Dorf dem Kloster St. Alban in Basel. Das Dorf war Teil der Herrschaft Horbourg, die 1324 von den Grafen von Württemberg erworben wurde. Im Jahr 1329 verpfändete Graf Ulrich seine Einkünfte in Appenwihr an Jean de Ribeaupierre und im Jahr 1366 gab sein Sohn Eberhard III. das Dorf den Herren von Rathsamhausen zu Lehen. Es gehörte laut dem württembergischen Urbar von 1472 zur Hälfte den Württembergern und zur anderen Hälfte als Lehen den Herren von Rathsamhausen. Im Dreißigjährigen Krieg wurde die Gemeinde komplett zerstört. 1752 wurde Appenwihr erneut, diesmal auf Grund eines großen Brandes, zerstört.
Von 1871 bis zum Ende des Ersten Weltkrieges gehörte Appenweier als Teil des Reichslandes Elsaß-Lothringen zum Deutschen Reich und war dem Kreis Colmar im Bezirk Oberelsaß zugeordnet. Nachdem es bombardiert und erneut zerstört worden war, wurde Appenwihr am 5. Februar 1945, drei Tage nach der Einnahme Colmars, durch die amerikanischen Alliierten befreit.

### Bevölkerungsentwicklung
| Jahr                       | 1962 | 1968 | 1975 | 1982 | 1990 | 1999 | 2006 | 2011 | 2020 |
| -------------------------- | ---- | ---- | ---- | ---- | ---- | ---- | ---- | ---- | ---- |
| Einwohner                  | 173  | 183  | 228  | 376  | 417  | 443  | 446  | 602  | 580  |
| Quellen: Cassini und INSEE |      |      |      |      |      |      |      |      |      |

## Wappen
Wappenbeschreibung: In Silber schwebt eine schwarze Hirschstange über einem Maiglöckchen mit sieben Blüten und zwei Blättern.

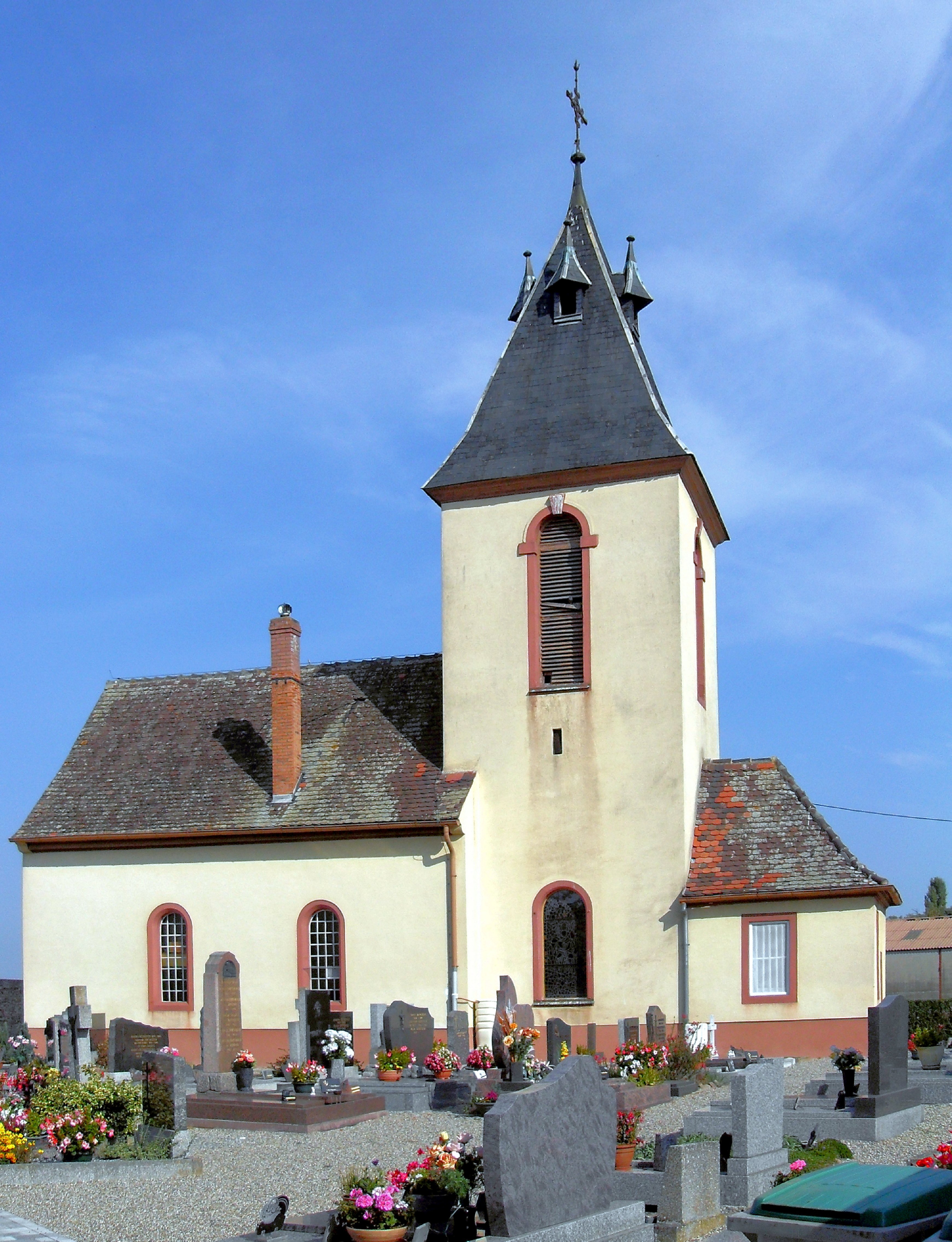
Katholische und protestantische Kirche Saint-Antoine

## Sehenswürdigkeiten
- Im Kastenwald befinden sich neun Hügelgräber von mittlerer Höhe aus der Mittleren Bronzezeit
- Katholische und protestantische Kirche Saint-Antoine